# 喜有此理
《喜有此理》（英語：Happy Family）是香港亞洲電視製作的處境喜劇，由採用的即拍即播之劇場形式，令劇情緊貼時事新聞，並以此為賣點。

## 故事角色
《喜有此理》由多位演員主演，包括復出拍電視劇的盧海鵬，已很少在電視出現的李香琴，及久未拍電視劇的元秋等。劇中重心以滕氏一家與隔鄰街坊為主，以時事為主題，務求引起觀眾共鳴。元秋與亞視的三個月合約約滿後，退出《喜有此理》，改由森森繼續飾演其角色。亞視以「到韓國整容」為兩位演員作出過渡安排。《喜有此理》是亞視自製電視劇中集數最多的（共213集）的電視劇集，但此紀錄已被《大城小故事》超越。

## 演員表

### 滕家
| 演員             | 角色   | 暱稱／關係                                                                          | 首登場 |
| 盧海鵬           | 滕一鳴 | 滕師傅 跌打師傅 滕拓海之父 廖小蝶之家翁 滕一菲之兄 滕子濠、滕家頤之爺爺             | 第1集  |
| 吳浣儀           | 滕一菲 | Ruby 滕一鳴之妹 滕拓海之姑姐 阿May之契姐 後為Simon之女友                            | 第9集  |
| 樓南光           | 滕拓海 | 報紙檔老闆，後為「喜有康健」健康飲品老闆 滕一鳴之子 廖小蝶之夫 滕子濠、滕家頤之父   | 第1集  |
| 元 秋 （整容前） | 廖小蝶 | 靚太 美容師，後為美容公司老闆 滕拓海之妻 滕一鳴之媳婦 滕子濠、滕家頤之母 白雪之契妹 | 第1集  |
| 森 森 （整容後） | 廖小蝶 | 靚太 美容師，後為美容公司老闆 滕拓海之妻 滕一鳴之媳婦 滕子濠、滕家頤之母 白雪之契妹 | 第70集 |
| 周子濠           | 滕子濠 | 阿Bee 學生、後為水餃店老闆 滕拓海、廖小蝶之子 滕一鳴之孫 滕家頤之兄                 | 第1集  |
| 郭家頤           | 滕家頤 | 女女 髮型屋助理，後為模特兒 滕拓海、廖小蝶之女 滕一鳴之孫女 滕子濠之妹              | 第1集  |

### 其他演員
| 演員   | 角色      | 暱稱／關係                                                                      | 首登場            |
| 李香琴 | 白 雪     | 公主 闊太 廖小蝶之契姐 滕一鳴之舊情人 滕子濠、滕家頤、珍寶、米奇、阿May、程光輝 | 第1集             |
| 陳展鵬 | 珍 寶     | 威Sir、浩南 警察，後為臥底 滕一鳴之徒弟 最終為滕家頤之男友                      | 第1集             |
| 吳亭欣 | 馬如風    | 突發記者，後為新聞主播 滕子濠之舊同學，後為女友                                 | 第1集             |
| 曾瑋明 | 米 奇     | 肥鼠 的士司機／多兼職人士 滕拓海之好友                                          | 第1集             |
| 黃璦瑤 | 朱意盛    | 屋邨少婦 阿Mel之妻 廖小蝶之好友                                                 | 第1集             |
| 麥家琪 | 阿May     | 啤酒May 店員 滕家之鄰居 滕一菲之契妹 花姐之表妹                                 | 第7集             |
| 翟威廉 | 程光輝    | 日本馬 社工、後為美容公司職員 滕一鳴之徒弟 後為滕家頤之男友，最終分手           | 第21集            |
| 宮雪花 | 花 姐     | 涼茶舖老闆娘 阿May之表姐                                                        | 第15集            |
| 白 彪  | 吳英俊    | 廖小蝶之初戀情人                                                                | 第37集            |
| 黃子雄 | 子 雄     | 阿Mel 內地工廠老闆 朱意盛之夫                                                   | 第89集            |
| 姜皓文 | 古 域     | 古惑仔 阿May之前男友，後復合，最終分手                                          | 第123集           |
| 黃文慧 | 霍美雲    | 火美人 滕一鳴之師妹                                                             | 第125集           |
| 鄭恕峰 | Simon崔   | 西門吹雪 基金經紀 後為滕一菲之男友                                              | 第127集           |
| 關偉倫 | 吳可信    | 業主立案法團主席                                                                | 第132集           |
| 饒佩君 | 董 太     | 白雪之媳婦                                                                      | 第134集           |
| 袁文傑 | Johnny Wu | 胡Sir 電視台高層 馬如風之上司                                                   | 第161集           |
| 林 偉  | 金鑽石    | 韓國化妝品公司行政總裁 廖小蝶之上司                                             | 第164集           |
| 盧希萊 | Nancy     | Simon之女友，後分手                                                             | 第177集           |
| 宋嘉其 | 阿 朗     | 酒店公關部經理 馬如風之朋友                                                     | 大班星賀中秋第1集 |

## 角色暱稱
- 滕一鳴：滕師傅；跌打佬（白雪專稱）
- 滕拓海：海哥；小肥（滕一菲專稱）
- 廖小蝶：靚太；Sandy（金鑽石專稱）
- 滕子濠：阿Bee；Bee Bee
- 滕家頤：女女；豬豬（程光輝專稱）
- 滕一菲：叫一菲好難食糊嘅姑婆奶奶、叫一菲卡窿絕章好難食糊嘅姑婆奶奶、叫一菲卡隆絕章人打唔食仲要靠自摸嘅姑婆奶奶（白雪專稱）
- 白　雪：公主；金銀潤（滕一鳴專稱）；金銀蛋（滕一菲專稱）；蛋姐（霍美云專稱）
- 珍　寶：威Sir；浩南（臥底名）
- 米　奇：肥鼠；老鼠乸
- 阿May：May May；啤酒May；阿嬸（珍寶專稱）
- 程光輝：日本馬
- 子　雄：阿Mel；阿貓；貓屎王（滕拓海、米奇專稱）
- 霍美雲：火美人；梅超風（白雪專稱）
- Simon Tsui：西門吹雪
- Johnny Wu：胡Sir

## 軼事
- 此劇曾到番禺作實景拍攝，製作特別版《喜有此理之大班群星賀中秋》。
- 劇中著名演員的是元秋、翟威廉亦會亞洲電視出道，同年拍攝完畢後轉投無綫電視至今，而出身於無綫電視李香琴及陳展鵬先後两年重返「娘家」。
- 同劇演員陳展鵬和李香琴亦在相繼拍攝的已取代《大城小故事》，同年完成之後便即時2006年8月11日（第213集）大結局，因此劇是兩位在亞洲電視的現時留守至今。